# 上牧站 (大阪府)
上牧站（日语：／ Kammaki eki */?），是一個位於大阪府高槻市神內二丁目，屬於阪急電鐵京都本線的鐵路車站。本站與西鄰的高槻市站的站距為4.3公里，為阪急電鐵全線內站距最長的區間。車站編號為HK-73。

## 歷史
1934年（昭和9年）開業時本站為離宿驛遺跡「櫻井驛跡」的最近車站，當時的站名為「上牧櫻井之驛站」(上牧桜井ノ駅駅)，日文名中倒數第二個「駅」指的是「宿驛」(驛家)，後者才是指車站。之後到1939年（昭和14年）新的櫻井之驛站（現在的水無瀨站）開業後才改稱為上牧站。
- 1934年（昭和9年）5月13日 - 京阪電氣鐵道新京阪線的高槻町站（現在的高槻市站） - 大山崎站間，本站以上牧櫻井之驛站（かんまきさくらいのえきえき）的名稱開業[2][3]。當時位於三島郡五領村（1950年（昭和25年）11月1日編入到高槻市）。
- 1939年（昭和14年）5月16日 - 櫻井之驛站（現在的水無瀨站）開業，本站改稱為上牧站[2]。
- 1943年（昭和18年）10月1日 - 公司合併，成為京阪神急行電鐵（現在的阪急電鐵）的車站[2]。
- 1949年（昭和24年）12月1日 - 新京阪線改稱為京都本線[2]。
- 1963年（昭和38年）
  - 4月24日 - 由於高架化工程，借用了東海道新幹線的線路，設置臨時月台[2]。
  - 12月29日 - 高架線竣工[2]。
- 2013年（平成25年）12月21日 - 導入車站編號[2]。

## 車站構造
本站為島式月台1面2線的高架車站。驗票口位於軌道西側。此站鄰近東海道新幹線，可從月台看見新幹線高速通過。

### 月台配置
| 月台 | 路線     | 方向 | 目的地                              |
| ---- | -------- | ---- | ----------------------------------- |
| 1    | 京都本線 | 上行 | 往 京都河原町・嵐山                 |
| 2    | 京都本線 | 下行 | 往 高槻市・淡路・大阪梅田・天下茶屋 |

## 使用狀況
2019年（令和元年）度特定日1日的上下車人次為10,574人。
| 年度   | 特定日     | 特定日   | 出典   |
| 年度   | 上下車人次 | 上車人次 | 出典   |
| ------ | ---------- | -------- | ------ |
| 1995年 | 11,607     | 5,837    | [ 4 ]  |
| 1996年 | 12,466     | 6,217    | [ 5 ]  |
| 1997年 | 12,543     | 6,244    | [ 6 ]  |
| 1998年 | 12,201     | 6,143    | [ 7 ]  |
| 1999年 | -          | -        |        |
| 2000年 | 12,324     | 6,306    | [ 8 ]  |
| 2001年 | 11,770     | 5,992    | [ 9 ]  |
| 2002年 | 11,409     | 5,761    | [ 10 ] |
| 2003年 | 11,151     | 5,673    | [ 11 ] |
| 2004年 | 11,584     | 5,812    | [ 12 ] |
| 2005年 | 12,318     | 6,258    | [ 13 ] |
| 2006年 | 12,305     | 6,206    | [ 14 ] |
| 2007年 | 12,480     | 6,276    | [ 15 ] |
| 2008年 | 11,164     | 5,620    | [ 16 ] |
| 2009年 | 11,113     | 5,568    | [ 17 ] |
| 2010年 | 11,234     | 5,604    | [ 18 ] |
| 2011年 | 10,997     | 5,471    | [ 19 ] |
| 2012年 | 10,830     | 5,369    | [ 20 ] |
| 2013年 | 10,596     | 5,203    | [ 21 ] |
| 2014年 | 10,861     | 5,383    | [ 22 ] |
| 2015年 | 10,765     | 5,286    | [ 23 ] |
| 2016年 | 10,500     | 5,188    | [ 24 ] |
| 2017年 | 10,555     | 5,182    | [ 25 ] |
| 2018年 | 10,566     | 5,184    | [ 26 ] |
| 2019年 | 10,574     | 5,325    | [ 27 ] |

## 車站周邊
- 本澄寺
  - 三好達治紀念館
- 高槻上牧站前郵局
- 日冷高槻工廠
- Kohnan高槻上牧店
- 金光大阪中學校・高等學校

### 公車路線
高槻市營公車
- 1・1A 往 JR高槻站南 
  - 經過 阪急高槻市站 (一部份經過道鵜町)
- 7・7A 往 上牧
  - 經過 道鵜町

## 相鄰車站
阪急電鐵
 京都本線
□快速特急A、■快速特急、■特急、■通勤特急、■快速急行、■快速
通過
■準急、■普通
高槻市（HK-72）－上牧（HK-73）－水無瀨（HK-74）

## 外部連結
- 上牧 - 阪急電鐵